# Mitropapokal 1957
Der Mitropapokal 1957 war die 17. Auflage des Fußballwettbewerbs. Vasas SC gewann das in Hin- und Rückspiel ausgetragene Finale gegen Vojvodina Novi Sad.

## Viertelfinale
|                     | Gesamt |                    | Hinspiel | Rückspiel |
| ------------------- | ------ | ------------------ | -------- | --------- |
| Vasas SC            | 4:2    | First Vienna FC    | 3:0      | 1:2       |
| Rapid Wien          | 4:4    | MTK Budapest       | 1:1      | 3:3       |
| Slovan Bratislava   | 1:6    | Vojvodina Novi Sad | 1:0      | 0:6       |
| Roter Stern Belgrad | 2:2    | Dukla Prag         | 1:1      | 1:1       |

### Entscheidungsspiele
|            | Ergebnis |                     |
| ---------- | -------- | ------------------- |
| Rapid Wien | 4:1      | MTK Budapest        |
| Dukla Prag | 0:1      | Roter Stern Belgrad |

## Halbfinale
|            | Gesamt |                     | Hinspiel | Rückspiel |
| ---------- | ------ | ------------------- | -------- | --------- |
| Vasas SC   | 6:3    | Roter Stern Belgrad | 3:2      | 3:2       |
| Rapid Wien | 4:4    | Vojvodina Novi Sad  | 3:0      | 1:4       |

### Entscheidungsspiel
|                    | Ergebnis |            |
| ------------------ | -------- | ---------- |
| Vojvodina Novi Sad | [ 1 ]    | Rapid Wien |

## Finale
|          | Gesamt |                    | Hinspiel | Rückspiel |
| -------- | ------ | ------------------ | -------- | --------- |
| Vasas SC | 5:2    | Vojvodina Novi Sad | 4:0      | 1:2       |

## Anmerkung
1. ↑  Vojvodina Novi Sad zog kampflos ins Finale ein, da Rapid Wien nicht zum Entscheidungsspiel antreten war. Begründung auf austriasoccer.at